# Ritornerai/Fa' come ti pare
Ritornerai/Fa' come ti pare è il quarto singolo di Bruno Lauzi, pubblicato nel 1963.

## Descrizione
La copertina raffigura una foglia d'albero ingiallita.
Il 45 giri non ottenne un riscontro di vendite esaltante; tuttavia la canzone sul lato A, Ritornerai, è considerata una delle più belle composizioni scritte da Lauzi.

## I brani
Entrambe le canzoni sono scritte da Bruno Lauzi. Gli arrangiamenti delle due canzoni sono curati dal maestro argentino Angel Pocho Gatti.

### Fa' come ti pare
Canzone d'amore melodica, non è mai stata inserita da Lauzi in nessun album, ed ha contribuito quindi a rendere questo disco una rarità.

## Tracce
LATO A
1. Ritornerai (Bruno Lauzi)

LATO B
1. Fa' come ti pare (Bruno Lauzi)

## Formazione
- Angel "Pocho" Gatti: arrangiamenti, tastiere
- Ettore Cenci: chitarra
- Alberto Pizzigoni: chitarra
- Pino Presti: basso
- Leonello Bionda: batteria